# Tom Turesson
Tomas Tom Turesson (ur. 17 maja 1942 w Vendel, zm. 13 grudnia 2004) – były szwedzki piłkarz występujący na pozycji napastnika.

## Kariera klubowa
W trakcie kariery piłkarskiej Turesson reprezentował barwy klubów Hammarby, RFC Brugeois (Belgia), oraz ponownie Hammarby. W 1978 roku był także trenerem Hammarby.

## Kariera reprezentacyjna
W reprezentacji Szwecji Turesson zadebiutował 16 września 1962 roku w przegranym 1:2 towarzyskim meczu z Norwegią. W 1970 roku został powołany do kadry na Mistrzostwa Świata. Zagrał na nich w meczach z Izraelem (1:1) oraz Urugwajem (1:0). W spotkaniu z Izraelem strzelił także gola. Z tamtego turnieju Szwecja odpadła po fazie grupowej. W latach 1962–1971 w drużynie narodowej Turesson rozegrał w sumie 22 spotkania i zdobył 9 bramek.